# Gabriela Solís Robleda
Gabriela Solís Robleda (1952) es una antropóloga y etnohistoriadora mexicana, nacida en Mérida, Yucatán, investigadora de tiempo completo del Centro de Investigación y Estudios Superiores en Antropología Social. Es profesora e investigadora del Proyecto Peninsular del CIESAS y coordinadora del doctorado en historia en la Unidad Peninsular del propio Centro.

## Formación académica
Tiene un doctorado en antropología de la Facultad de Filosofía y Letras de la Universidad Nacional Autónoma de México.
Forma parte del Sistema Nacional de Investigadores con el nivel II, especializada en etnohistoria.

## Obra
- Entre litigar justicia y procurar leyes: la defensoría de indios en el Yucatán colonial. México, Centro de Investigaciones y Estudios Superiores en Antropología Social/Miguel Ángel Porrúa. México, 2013.
- Constituciones sinodales del obispado de Yucatán, UNAM, México, 2004.
- Entre la tierra y el cielo. Religión y sociedad en los pueblos mayas del Yucatán colonial, Ciesas, Miguel Ángel Porrúa, Instituto de Cultura de Yucatán, México, 2005.
- Contra viento y marea. Las reformas del obispo Juan Gómez de Parada a la compulsión laboral, Ciesas, Instituto de Cultura de Yucatán, Editorial Pareceres, México, 2006.
- Las primeras letras en Yucatán. La instrucción básica entre la conquista y el segundo imperio, Ciesas, Miguel Ángel Porrúa, México, 2008.
- El repartimiento de géneros y la sociedad indígena de Yucatán en el siglo XVII.
- Un mundo que desaparece. Estudio sobre la región maya peninsular, Coautoría con: Pedro Bracamonte y Sosa y Jesús Lizama Quijano, México, 2011.
- Una Deuda Histórica. Ensayo sobre las condiciones de pobreza secular entre los mayas, Ciesas, Miguel Ángel Porrúa, México, 2007.
- Rey Canek. Documentos sobre la sublevación maya de 1761, Coautoría con Pedro Bracamonte y Sosa, Ciesas, Instituto de Cultura de Yucatán, UNAM, México, 2005.[3]

## Distinciones
- Miembro de la Academia Mexicana de Ciencias, México, 30 de noviembre de 2007.